# Liutprando

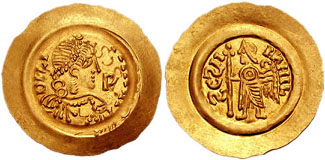
Tremís de Liutprando

Liutprando (n. c. 685) fue rey de los lombardos de 712 a 744, recordado por su «donación de Sutri» en 728, que supuso la fundación histórica de los Estados Pontificios. 

## Biografía
Tras derrotar al Imperio bizantino en Rávena, logrando finalmente que el Exarcado de Rávena fuese lombardo, Liutprando avanzó hacia Roma por la Vía Cassia, pero salió a su encuentro en la antigua ciudad de Sutri el papa Gregorio II. En este lugar, ambos llegaron a un acuerdo, por el cual Sutri y algunas ciudades de las colinas del Lacio se concedían al Papado, «como donación a los santos apóstoles Pedro y Pablo» según el Liber Pontificalis. Se trataba de la primera ampliación del territorio del papado fuera del ducado de Roma.
El rey Luitprando fue uno de los reyes más fieles en la adopción del catolicismo. En el año 725 ordenó realizar  un apropiado entierro a los descuidados restos de Boecio en Pavía, en la Basilica di San Pietro in Ciel d'Oro, construyendo una adecuada sepultura.
Fue un rey cercano a los papas y a la Iglesia católica; el papa Gregorio II convenció al rey lombardo de que no invadiese Roma, y este no solo abandonó la ciudad, sino que también donó el castillo de Sutri y los territorios localizados a su alrededor, donde más tarde se construiría el punto principal de los Estados Pontificios. Otro episodio similar ocurrió en el año 741 cuando el papa Zacarías (papa) consiguió una tregua con Luitprando que duraría 20 años recuperando gran parte del territorio en el ducado de Roma.
Cuando murió el rey Luitprando en el año 744, fue sucedido por su nieto Hildebrando tomando el trono de Pavía, aunque sería solo durante seis meses, puesto que sería remplazado por el duque de Friuli, Raquis. Luitprando fue uno de los reyes que perfeccionaron la ley lombarda, aquella que se iniciara en el edicto del año 643, fue un sabio legislador incorporando 153 nuevos artículos al edicto de Rotario. Su ley castigaba a aquellos padres que permitieran el matrimonio de sus hijas antes de los doce años, castigaba la bigamia y también el adulterio con penas severas como el azote para la mujer y asimismo como aquel que la sedujese moriría en el fuego. También castigaba a los romanos que realizaran abusos deshonestos a las matronas que trabajasen en los lavabos. En Pavía restauró la casa de moneda. A su muerte fue enterrado junto a su padre en la Iglesia de San Adriano.